# Hershel Greene
Hershel Greene é um personagem fictício da série em quadrinhos em preto e branco The Walking Dead, e é interpretado por Scott Wilson na série de televisão de mesmo nome e dublado por Chuck Kourouklis no video game de mesmo nome. Ele é apresentado nas mídias como viúvo, cristão devoto e dono de uma fazenda na Geórgia com experiência anterior na área veterinária. Tanto nos quadrinhos quanto na série de televisão, ele é inicialmente apresentado salvando a vida de Carl, filho de Rick Grimes, depois que Carl é baleado por um dos vizinhos de Hershel, Otis, e se torna o centro moral do grupo.
Em ambos os meios, ele inicialmente desaprova o relacionamento de Maggie com Glenn, mas com o tempo Hershel passa a aceitá-lo e Glenn passa a ver Hershel como uma figura paterna. Hershel ainda dá a Glenn seu precioso relógio de bolso enquanto oferece a Glenn sua bênção para se casar com Maggie. Ao contrário da série de quadrinhos, Hershel assume um papel muito mais proeminente na série de televisão, além de ter uma família significativamente menor (que inclui sete filhos nos quadrinhos). Seus ancestrais são originários da Irlanda em ambos os meios.
O ator Scott Wilson recebeu elogios favoráveis da crítica e dos fãs por sua atuação como Hershel Greene. Hershel foi o último personagem de fato interpretado por Scott Wilson, que morreu em 6 de outubro de 2018 devido a complicações de leucemia.

## Biografia

### Quadrinhos
Hershel é mostrado como um homem de meia-idade de ascendência irlandesa que cresceu na fazenda de sua família, onde desenvolveu um amor pelos animais. Já adulto, ele manteve um negócio de veterinária com sua esposa, que acabou acabando quando ela morreu. Perturbado com a perda e incapaz de fazer muito (enquanto ao mesmo tempo se forçava a desenvolver um ponto de vista mais religioso), ele optou por realizar o desejo de seu pai, mudando-se com seus sete filhos de volta para a fazenda e cuidando da pecuária, além de poder retornar à velha e simples forma de vida que sentia falta enquanto morava na cidade. Ele lutou com as finanças da família, especialmente quando se tratava das despesas da faculdade para alguns de seus filhos mais velhos. Hershel foi protegido da realidade do mundo exterior quando o apocalipse começou e ficou confuso sobre o que exatamente estava acontecendo; quando seu filho Shawn foi mordido, Hershel foi incapaz de lidar com a ideia de matá-lo e desesperadamente se agarrou à crença de que zumbis eram apenas humanos doentes que poderiam voltar ao normal com uma cura. Ele recorreu a trancá-los dentro de seu celeiro sempre que entravam na propriedade.
Quando o grupo de Atlanta se refugia em sua fazenda após Carl ser baleado, ele os recebe de braços abertos. No entanto, ele fica gradualmente frustrado com eles; isso chega ao auge quando o celeiro se abre e os zumbis matam dois de seus filhos. Ele fica perturbado com a morte deles e culpa os sobreviventes pelo que aconteceu. Depois que ele descobre que sua filha, Maggie, estava dormindo com Glenn, e vê que os outros membros do grupo se recusam a ir embora, ele coloca uma arma na cabeça de Rick e os força a sair (embora depois, ele tenha vergonha e medo do fato de que ele estava prestes a tirar uma vida inocente).
Quando a fazenda se torna cada vez mais insegura, ele e o resto de seu povo tomam a decisão de se juntar ao grupo de Atlanta em uma prisão semi-abandonada segura e protegida, onde eles vão se abrigar. Hershel gradualmente faz as pazes com seus companheiros sobreviventes e aceita o relacionamento de Maggie com Glenn. Sua experiência médica, bem como seu conhecimento de trabalho agrícola, foram úteis para os sobreviventes várias vezes. Suas duas filhas mais novas morrem nas mãos de um prisioneiro enlouquecido, aumentando o número de mortos de sua família. Agora, mais do que nunca, ele vive apenas para a proteção e sobrevivência de seus dois filhos restantes. Depois de casar Maggie e Glenn, e saber que Glenn cuidará dela enquanto viver, ele estreita seu foco para seu filho mais novo, Billy. Ele se envolve ferozmente na batalha contra o Governador e os cidadãos de Woodbury, mas acaba desistindo da vida depois que seu filho Billy é morto enquanto eles fugiam da prisão.
Em seus últimos momentos, ele recusou a chance de escapar com Rick e os outros e permaneceu pairando sobre o corpo de seu filho morto até chamar a atenção do Governador. Suas últimas palavras foram: "Querido Deus, por favor, me mate", antes de ser baleado na cabeça pelo Governador.

### Série de TV

Hershel Greene sendo interpretado por Scott Wilson, na série de televisão.

Hershel (Scott Wilson) foi descrito na série de televisão como alguém que foi criado por um pai abusivo e alcoólatra, o que fez com que ele fugisse da fazenda aos 15 anos e mais tarde não estivesse no leito de morte do pai. Durante seu tempo fora da fazenda, ele se tornou um veterinário. Em algum momento, ele se casou com uma mulher chamada Josephine e se estabeleceu novamente na fazenda. Nos primeiros anos de casamento, ele caiu no alcoolismo; no entanto, ele conseguiu abandonar o hábito assim que Maggie nasceu. Quando Maggie ficou mais velha, Josephine morreu, e Hershel acabou se casando com outra mulher chamada Annette (que tinha um filho de um casamento anterior chamado Shawn) e teve uma filha com ela, a quem chamaram de Beth. Em algum momento durante a infância de Maggie, ele empregou Otis e Patrica como trabalhadores agrícolas. Algum tempo depois que o apocalipse começou, ele perdeu Annette e Shawn para as hordas de zumbis. Ele e o resto de seu grupo permaneceram descrentes à realidade do mundo exterior e acreditavam fortemente que poderia haver uma cura. Como resultado dessa crença equivocada, Hershel manteve um grande grupo de caminhantes, a maioria familiares e amigos, trancados em um celeiro próximo. Hershel posteriormente manteve sua família e amigos sobreviventes, consistindo de Maggie, Beth, Otis, Patrica e o namorado de Beth, Jimmy, dentro de casa.

#### Segunda Temporada
Hershel faz sua primeira aparição no episódio "Bloodletting" da segunda temporada, quandoRick aparece com seu filho baleado acidentalmente por Otis na fazenda. Hershel o ajuda realizando uma cirurgia para salvar a vida do garoto. O idoso permite que Rick e seu grupo fique na fazenda até Carl melhorar, e a menina Sophia que estava desaparecida aparecer. Mas durante esse convívio muitas coisas acontecem, e Hershel fica furioso. Um exemplo dessa fúria, foi o relacionamento de Glenn com a Maggie  e a morte dos zumbis do celeiro causada pelos sobreviventes do grupo de Rick. Hershel inicialmente exige que o grupo de Rick saia, já que Carl agora está saudável o suficiente para se mudar, mas quando Rick pede perdão, Hershel desaparece. Rick e Glenn procuram por ele e o encontram em um bar, tendo voltado ao alcoolismo. Hershel admite que Rick estava certo e que não há cura, e aceita a necessidade de proteger suas filhas. Enquanto se preparam para retornar à fazenda, eles são atacados por outro grupo, levando a um tiroteio que atrai uma horda de caminhantes. Em sua fuga, o membro sobrevivente do outro grupo Randall tem sua perna empalada em uma cerca, e Rick e Hershel ajudam a resgatá-lo. Eles rapidamente percebem que devem manter a localização da fazenda em segredo caso Randall se recupere e volte para seu próprio grupo. O que fazer com Randall se torna um ponto de discórdia entre Rick e Shane Walsh, este último querendo apenas matá-lo. Hershel agradece a Glenn por seu apoio e concede sua permissão para que ele continue a ver Maggie, dando a ele seu relógio de bolso e, posteriormente, permite que o grupo de Rick fique na fazenda. Na noite em que um bando de zumbis atacam a fazenda, Hershel insiste ficar em sua propriedade, mas depois é forçado a sair do lugar por Rick que lhe salva.

#### Terceira Temporada
Oito meses após fugir da fazenda de Hershel, o grupo de Rick localiza uma prisão quase intacta que promete ser um abrigo permanente. No entanto, muitos caminhantes ainda vagam por dentro, e o grupo se divide para lidar com eles. Hershel faz parte da equipe de Rick quando ele é mordido por um andador no tornozelo, e eles correm com ele para uma área segura para amputar seu pé. Hershel perde a consciência e eles correm com ele de volta para a área principal para tratar a perna de Hershel enquanto observam qualquer sinal de transformação. Hershel se recupera e eventualmente consegue andar com um conjunto de muletas, mas quando dá os primeiros passos para fora, o grupo é atacado por mais caminhantes. Durante a luta, Rick perde sua esposa Lori enquanto ela dá à luz sua filha Judith, e entra em um estado de fuga. Hershel, junto com Glenn e Daryl Dixon, assumem as decisões do grupo, além de ser uma figura paterna para Carl. O grupo da prisão acaba se envolvendo com o Governador, que administra a comunidade de Woodbury. Hershel ajuda Rick a superar sua depressão para agir contra o Governador, que decidiu assumir a prisão. Hershel participa de negociações com o Governador ao lado de Rick e Daryl.  No final das contas, o grupo de Rick é forçado a lutar contra o Governador e seus homens durante um ataquea a prisão. Hershel testemunha Carl matando um adolescente que se rendeu voluntariamente durante a batalha, e depois fala com Rick sobre isso, temendo que os métodos violentos de Rick tenham influenciado Carl.

#### Quarta Temporada
Na quarta temporada, meses após ao ataque do Governador, a prisão prospera e Hershel faz parte do Conselho da prisão junto com vários outros, incluindo Daryl, Glenn, Carol Peletier e Sasha Williamns. Quando doença mortal é desencadeada entre a população do grupo prisional, Hershel argumenta com Rick para permitir que ele trate os doentes, sem dúvida Rick finalmente concorda. Ele continua a tratar a doença e eventualmente, ele consegue curá-la quando o grupo de Daryl retorna com os antibióticos que Hershel havia recomendado.  No final da meia temporada "Too Far Gone", Hershel e Michonne são sequestrados pelo Governador e seu novo grupo. Rick defende que o novo grupo se junte a ele, dizendo: "Qualquer um pode mudar." Isso motiva Hershel a sorrir, sabendo que seu conselho mudou Rick. Sussurrando, o Governador chama Rick de mentiroso e corta a garganta de Hershel com a Katana de Michonne, o confronto começa em um tiroteio pesado. Assim que uma batalha violenta é iniciada, Hershel com o pescoço ferido se arrasta pelo chão  até que repente o Governador chega batendo em seu pescoço repetidamente com a katana até que ele o decapita, para o horror de Beth e Maggie. Após o fim da batalha de tiroteio e com a morte do Governador, a cabeça reanimada de Hershel é vista por Michonne que olha tristemente e com remorso o mata.

#### Nona temporada
Hershel aparece no episódio da nona temporada "What Comes After" como uma das alucinações de Rick enquanto ele faz seu caminho, gravemente ferido, de volta ao complexo de Alexandria. A atuação de Wilson neste episódio foi sua última aparição na tela; ele morreu em 6 de outubro de 2018, logo após o episódio ser filmado, de leucemia.

### Video game
O videogame The Walking Dead, da Telltale Games, se passa no universo dos quadrinhos. Hershel e seu filho Shawn acolheram sobreviventes do apocalipse zumbi, incluindo o grupo de personagens principais de Lee Everett, Clementine e outros, embora Hershel esteja preocupado com a presença deles. Hershel tem longas discussões com Lee, tentando descobrir seus motivos e confiabilidade. Em troca de abrigo, Hershel pede aos sobreviventes que ajudem Shawn a fortificar as cercas da fazenda para manter os caminhantes longe. No entanto, durante essas fortificações, os caminhantes atacam Shawn na cerca e o matam. Hershel devastado exige que os outros sobreviventes partam imediatamente, o que eles respeitam e continuam em frente.

## Desenvolvimento e recepção
Scott Wilson foi oficialmente anunciado como parte do elenco em junho de 2011, junto com as co-estrelas Lauren Cohan e Pruitt Taylor Vince.
Em Talking Dead, foi revelado que Hershel foi inicialmente programado para ser morto por Randall no episódio "Better Angels" durante a fuga de Randall. No entanto, os produtores decidiram permitir que o personagem vivesse para que eles pudessem explorar o potencial dramático de perder sua fazenda em "Beside the Dying Fire" e na terceira temporada.
Noel Murray, da Rolling Stone, classificou Hershel Greene em 8º lugar em uma lista dos 30 melhores personagens de Walking Dead, dizendo: "Na mesma época em que Dale morreu, o grupo de Rick ganhou uma nova voz da razão na forma de Hershel Greene, um cavalheiro fazendeiro e veterinário que inicialmente resistiu teimosamente à realidade do apocalipse zumbi. Depois que a verdade sobre a situação dele e de sua filha Maggie foi percebida, ele se tornou um pragmático enrugado, cortando as emoções de qualquer momento para encontrar compromissos e opções que os outros não podiam ver".